# Укуров, Хаджибикар Баматгиреевич
Хаджибика́р Баматгире́евич Уку́ров (род. 25 апреля 1956, Павлодарская область, Казахская ССР) — российский военачальник, командир ряда соединений и объединений ПВО, начальник Военной академии воздушно-космической обороны имени Маршала Советского Союза Г. К. Жукова (2009—2011), генерал-лейтенант.

## Биография
Родился 25 апреля 1956 года в селе Ефремовка Павлодарского района Павлодарской области Казахской ССР (ныне — Республики Казахстан), куда в годы Великой Отечественной войны были депортированы его предки из Чечено-Ингушской АССР. Ингуш.
По возвращении на историческую родину в начале 1960-х годов жил и учился в городе Малгобек Чечено-Ингушской АССР (ныне — Республики Ингушетия). Окончив среднюю школу №3 города Малгобека, в 1973 году поступил в Орджоникидзевское высшее зенитное ракетное командное училище ПВО, которое окончил в 1977 году, получив звание лейтенанта.
Службу в Войсках ПВО начал в 1977 году в должности старшего техника первой батареи, а затем служил офицером наведения первой батареи, офицером наведения радиотехнической батареи зенитного ракетного дивизиона, заместителем командира дивизиона по вооружению — командиром радиотехнической батареи зенитного ракетного дивизиона. В 1981-1985 года — командир зенитного ракетного дивизиона. В 1985 году поступил Военную командную академию ПВО имени Г. К. Жукова в городе Калинин (ныне — Тверь), которую окончил в 1988 году.
По окончании академии в 1988 году назначен начальником штаба 705-го зенитно-ракетного полка особого назначения 86-й дивизии ПВО 1-й Краснознамённой армии ПВО особого назначения ордена Ленина Московского округа ПВО в деревне Верхнее Шахлово Серпуховского района Московской области. В 1990—1994 годах — командир 549-го зенитно-ракетного полка особого назначения 86-й дивизии ПВО в посёлке Курилово Подольского района Московской области (ныне — Троицкого административного округа города Москвы). В 1994—1997 годах — заместитель командира 86-й бригады ПВО, а с 1995 года 86-й дивизии ПВО 1-го Краснознамённого корпуса ПВО Особого назначения ордена Ленина Московского округа ПВО (штаб дивизии — в посёлке Петровское Ленинского района Московской области). В 1997 году поступил в Военную академию Генерального штаба Вооруженных сил РФ, которую окончил в 1999 году.
В 1999—2001 годах — заместитель командира 23-го корпуса ПВО 11-й армии ВВС и ПВО (штаб корпуса — в городе Владивосток Приморского края). В 2001—2004 годах — командир 25-й дивизии ПВО 11-й армии ВВС и ПВО (штаб дивизии в городе — Комсомольск-на-Амуре Хабаровского края).
В 2004—2007 годах — командир 32-го корпуса ПВО (штаб корпуса — в городе Ржев Тверской области) Командования специального назначения (КСпН) ВВС России.
В 2007—2009 годах — командир 1-го Краснознамённого корпуса ПВО Особого назначения ордена Ленина КСпН (штаб корпуса — город Балашиха Московской области).
1 июня 2009 года управления КСпН и 1-го корпуса ПВО были переформированы в ордена Ленина оперативно-стратегическое командование воздушно-космической обороны (ОСК ВКО), где генерал-лейтенант Х. Б. Укуров стал заместителем командующего войсками.
С сентября 2009 по май 2011 года — начальник Военной академии  воздушно-космической обороны  имени Маршала Советского Союза Г. К. Жукова в городе Тверь.
Указом Президента Российской Федерации от 22 мая 2011 года освобождён от занимаемой должности и уволен с военной службы.
Живёт Москве.
В настоящее время находится на почётной пенсии на должности заместителя генерального директора ООО "РН-Сервис" (дочернее общество ПАО "НК "Роснефть") по персоналу.
В 2012 году в Москве издан энциклопедический справочник «Военная элита России», куда в числе высших военных руководителей страны был включён и Х. Б. Укуров.
Заслуженный военный специалист Российской Федерации.
Лауреат премии Правительства Российской Федерации (17.12.2012 – за значительный вклад в развитие Военно-воздушных сил).
Почетный гражданин города Малгобек Республики Ингушетия.
Кандидат технических наук.
Генерал-майор (2000).
Генерал-лейтенант (2005).

## Награды
- медаль ордена «За заслуги перед Отечеством» II степени (1 марта 1997);
- медали СССР и Российской Федерации;
- Премия Правительства Российской Федерации за значительный вклад в развитие Военно-воздушных сил (17 декабря 2012 года) — за подготовку высококвалифицированных кадров для Военно-воздушных сил и Войск противовоздушной обороны[2].

## Семья
- Укуров, Тонт Наурузович (1865—1934) — дед, генерал-майор Российской императорской армии[3].